# كابفنبرج
كابفنبرغ (‎de‏) هي ثالث أكبر مدينة في شتايرمارك، النمسا، حيث يبلغ عدد سكانها 22,182 نسمة في عام 2023. تقع المدينة في وادي ميرتز بالقرب من بلدة بروك أن دير مور. من أبرز معالمها قلعة أوبركابفنبرغ، التي تستضيف سنويًا في شهر يونيو مهرجان "Ritterfest" (مهرجان الفرسان)، وهو أحد أكبر الفعاليات من نوعه في النمسا.
يعد المصنع الرئيسي في كابفنبرغ هو مصنع الصلب فوست ألبين (voestalpine). كما تضم المدينة مجمعًا للسباحة، وملعبًا لكرة القدم (ملعب فرانس فكيته) الذي يستخدمه نادي كابفنبرغر إس في، بالإضافة إلى صالة تزلج على الجليد. فريق كابفنبرغ بولز هو أحد فرق الدوري النمساوي لكرة السلة، وهو أعلى دوري احترافي لكرة السلة في البلاد.
في عام 1970، استضافت كابفنبرغ بطولة الشطرنج الأوروبية للفرق، التي فاز بها الاتحاد السوفيتي.

## الجغرافيا
تقع كابفنبرغ على بعد حوالي 43 كيلومترًا شمال غراتس، عاصمة شتايرمارك، وحوالي 117 كيلومترًا جنوب غرب فيينا، عاصمة النمسا.
تحيط بها جبال ميرتستال وجبال فيشباغ، ويبلغ ارتفاع أعلى نقطة فيها 1583 مترًا فوق مستوى سطح البحر، بينما أدنى نقطة هي عند نهر ميرتز على الحدود البلدية مع بروك أن دير مور، حيث يصب في نهر مور بعد 1.2 كيلومتر.

## شخصيات بارزة
- فولفينغ فون ستوبنبرغ (1259–1318)، أسقف كاثوليكي
- روث فيلدغريل-زانكل (مواليد 1942)، سياسية (حزب الشعب النمساوي)
- إرنست كوفاتشيك (مواليد 1943)، عازف كمان وقائد أوركسترا
- مانفريد فيجشايدر (مواليد 1949)، سياسي (الحزب الديمقراطي الاجتماعي)
- بيتر نير (مواليد 1952)، سياسي أمريكي
- بيتر بيلز (مواليد 1954)، سياسي (حزب الخضر)
- بريجيت شفارتز (مواليد 1960)، سياسية (الحزب الديمقراطي الاجتماعي). كانت عمدة كابفنبرغ من 2005 حتى 2012
- ميليتا بريزنيك (مواليد 1961)، طبيبة وكاتبة
- أولريكه ديبولد (مواليد 1961)، فيزيائية وعالمة مواد نمساوية

## وصلات خارجية
باللغة الألمانية الموقع الرسمي